# 賀自鏡
贺自镜（1574年—1643年），字明德，别號鑑吾（見吾），河南南阳府南召縣李青店人。

## 生平
幼丧父，性至孝，甫冠，为邑诸生，登万历三十四年（1606年）丙午科河南乡试举人，四十一年（1613年）癸丑科進士，初授山东莱阳县知县，有惠政，民勒诵之。秩满，召入授户部贵州司主事，奉命理辽饷，山海关以东实嘉赖焉。历云南司员外郎，天啓二年（1622年）以驿递滥用夫马，被工科右给事中尹同皐弹劾。四年出为莱州府知府，拒建魏忠贤生祠，左右悉为咋舌。历四载，升山东济南道副使，又三年，迁四川右参政，分守川西道，摄方伯事，端本澄源，发奸摘伏，任之已而不少让。崇祯五年，左迁陕西右参议，踰数月，仍补关内副使，七年加监军职衔，抗疏中贵，以老疾乞休，崇祯十五年携家避寇南奔，次年卒于荆南衡阳县之忠敬堂，时年已届杖国（七十岁）。顺治十年，河南学政李览公事实，题请祀乡贤。

## 家族
曾祖賀梧。祖父賀實。父賀大才。
妻戴氏，累封恭人。子贺康年，南明永曆时任衡阳县知县、兵部职方司主事、湖广道御史。